# Medianeira FM
Medianeira FM (também conhecida como 100.9 FM) é uma estação de rádio brasileira sediada em Santa Maria, cidade do estado do Rio Grande do Sul. Opera no dial FM, na frequência 100,9 MHz. Pertence ao Sistema Medianeira de Rádios, que também controla na cidade a Rádio Medianeira. Sua programação mescla entretenimento e música.

## História
A Medianeira FM entrou no ar em 25 de abril de 1989, em caráter experimental, sendo inaugurada oficialmente em 7 de maio de 1989, pelo Padre Olinto Cremonese.
Em 26 de outubro de 2017, com a migração da Rádio Medianeira do dial AM para o FM, na frequência 102,7, a Medianeira FM passou a adotar a nomenclatura secundária de 100.9 FM, já que a irmã migrante manteve a identificação Rádio Medianeira.